# Gölsen (Fluss)
Die Gölsen durchfließt das gleichnamige Gölsental und ist ein rechter Nebenfluss der Traisen im Bezirk Lilienfeld im Mostviertel Niederösterreichs.

## Name
Wie die Gölsen zu Zeiten der Kelten und Römer genannt wurde, ist nicht bekannt.
Der Name Gölsen stammt aus dem Mittelalter und leitet sich vom slowenischen Golcana ab, was (Die) Glucksende bedeutet und ein sicherer Hinweis auf eine zeitweilige slawische Besiedlung des Gölsentals ist. Eine alternative Herleitung rekonstruiert den slawischen Namen *Golišьna mit der Bedeutung '(Bach), wo es kahl/öde ist'.

## Geografie
Die Gölsen entsteht in Hainfeld aus dem Zusammenfluss des aus dem Wienerwald kommenden Fliedersbach und des Gerstbaches. Sie fließt ca. 15 km westwärts und mündet beim Markt Traisen in die Traisen. Dabei überwindet der Fluss eine Höhendifferenz von 90 Meter.
Der Talboden der Gölsen ist mit 400 bis 500 m Breite im Verhältnis zur Flussbreite relativ breit, es bildet sich eine deutliche Bruchkante zwischen den nahezu senkrechten Prallhangböschungen und dem horizontalen Talboden aus. An den Innenbögen der Mäander befinden sich flache Böschungen, die in breite Schotterbänke übergehen. Das Profil ist bereichsweise bis zu einige Meter in den Talboden eingeschnitten und der Niveauunterschied zwischen Flussbett und Umland groß.
Auf ihrem Weg durchfließt die Gölsen die Ortschaften Hainfeld, Rohrbach an der Gölsen, Rainfeld, St. Veit an der Gölsen und Wiesenfeld.

### Nebenflüsse
Die Gölsen hat folgende Nebenflüsse (in jener Reihenfolge in der sie in die Gölsen fließen):
- Ramsaubach (auch bekannt als Innere Gölsen)
- Durlasbach
- Halbach
- Pfennigbach
- Kerschenbach
- Wobach
- Schwarzenbach
- Wiesenbach

Der erste Nebenfluss der Gölsen ist der im Wiener Wald entspringende Durlasbach, der von Norden kommend bei Rohrbach in die Gölsen mündet. Weiter flussab folgt der größere Halbach, der im Bereich der Kalten Kuchl in den Kalkdecken entspringt und an Kleinzell vorbei nach Rainfeld fließt, wo er in die Gölsen einmündet. Im Bereich von St. Veit folgen der in der Flyschzone entspringende Kerschenbach sowie die beiden aus den Kalkalpen entspringenden Bäche Wobach und Pfennigbach. Die letzten erwähnenswerten Zuflüsse der Gölsen sind die in Wiesenfeld einmündenden Flüsse Wiesenbach und Schwarzenbach. Der Schwarzenbach entspringt in der Flyschzone. Der Wiesenbach entspringt in den Kalkdecken östlich von Freiland und führt bis zu einem Viertel des Gölsenwassers. Der in diesem Bereich bis zu einige 100 Meter breite Talboden führt zu mit Totholz strukturierten Prallufern und Schotterbänken am Gleitufer. Das Gefälle beträgt 4 ‰, der Abfluss 3,21 m³/s.

## Allgemeines
Der Fluss ist aufgrund seiner immer wiederkehrenden Hochwässer sehr stark verbaut (Gölsendamm, Sohlstufen), ein den Fluss begleitender Auwald ist nicht vorhanden. Innerhalb des breit angelegten Flussbettes kann der Fluss jedoch Schotterbänke bilden.
Parallel zum Fluss wurde der sogenannte Gölsentalradweg angelegt, der durchgehend asphaltiert vom Traisentalradweg bis Hainfeld führt und dann weiter über den Gerichtsberg ins Triestingtal zum Triestingtalradweg.

## Galerie

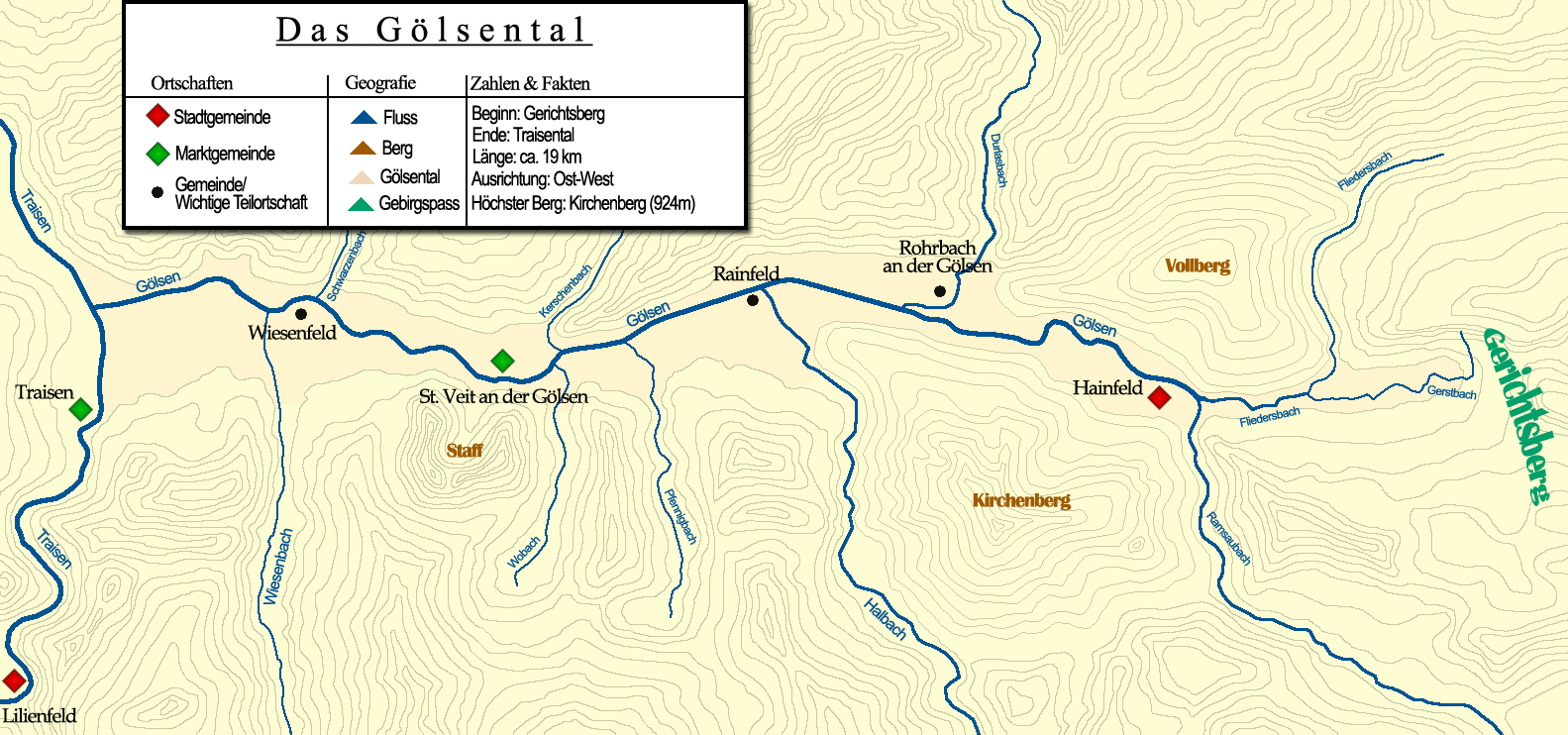
Karte der Gölsen mit ihren Nebenflüssen
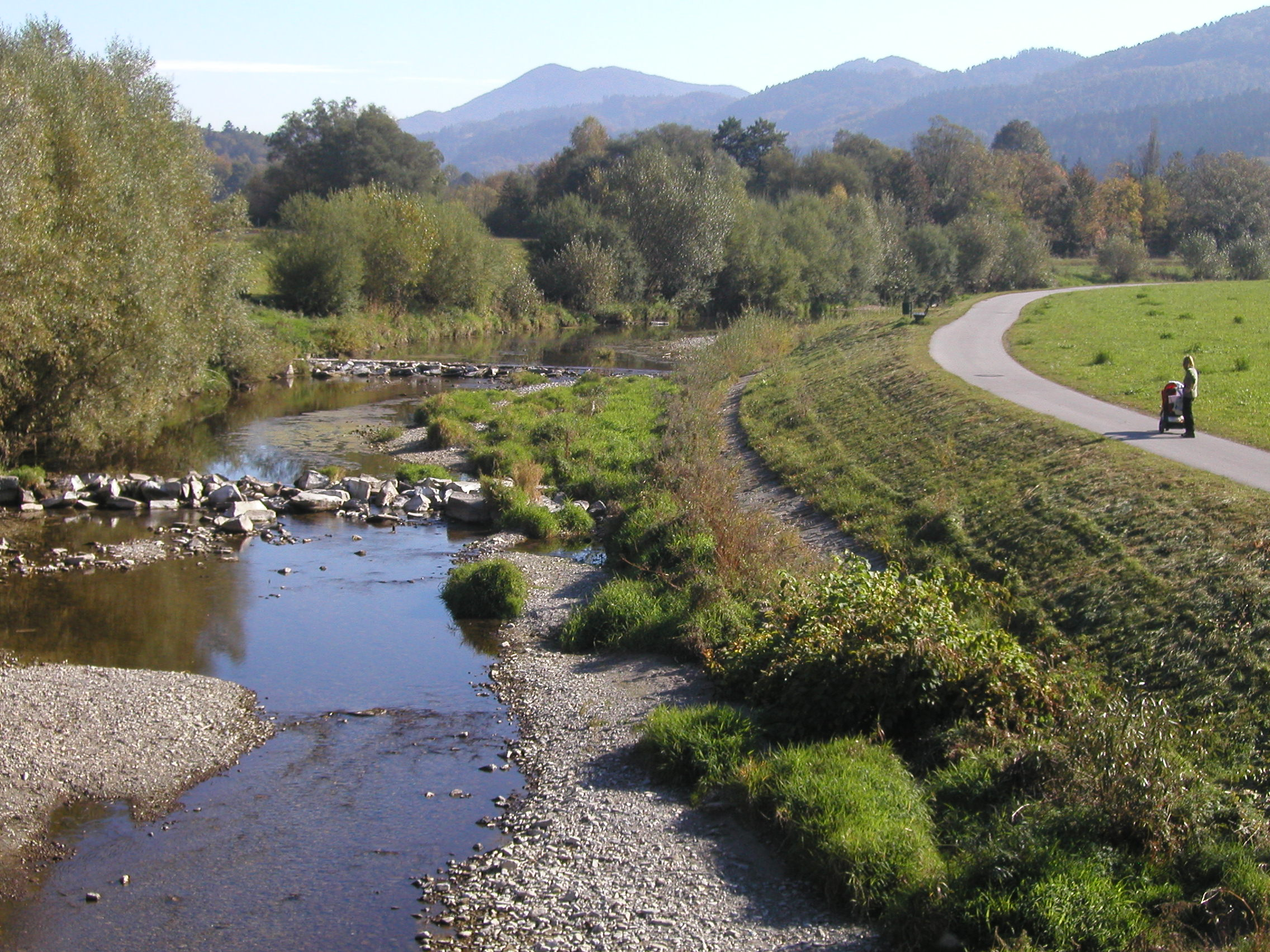
Gölsen bei Wiesenfeld
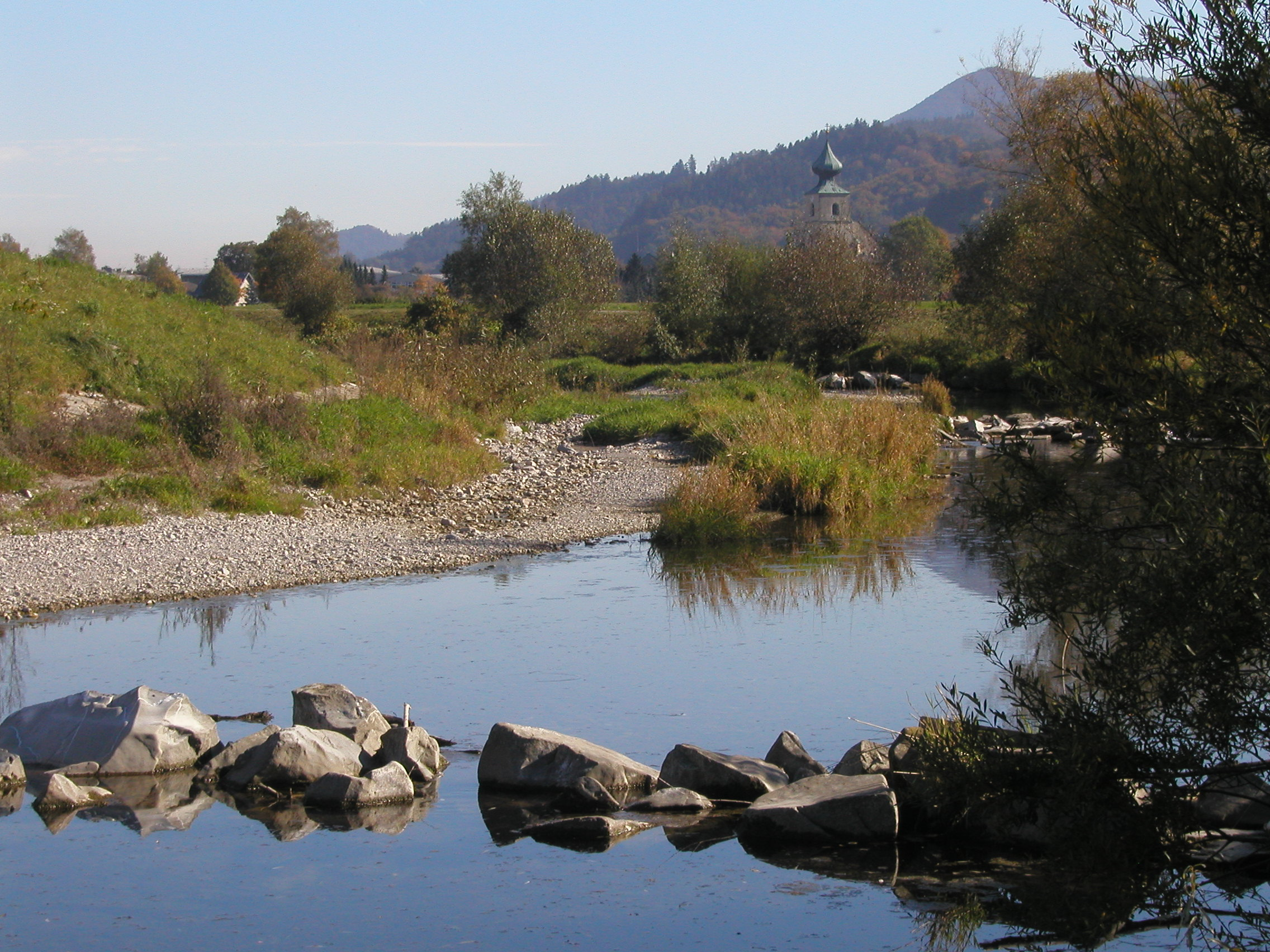
Gölsen bei Sankt Veit
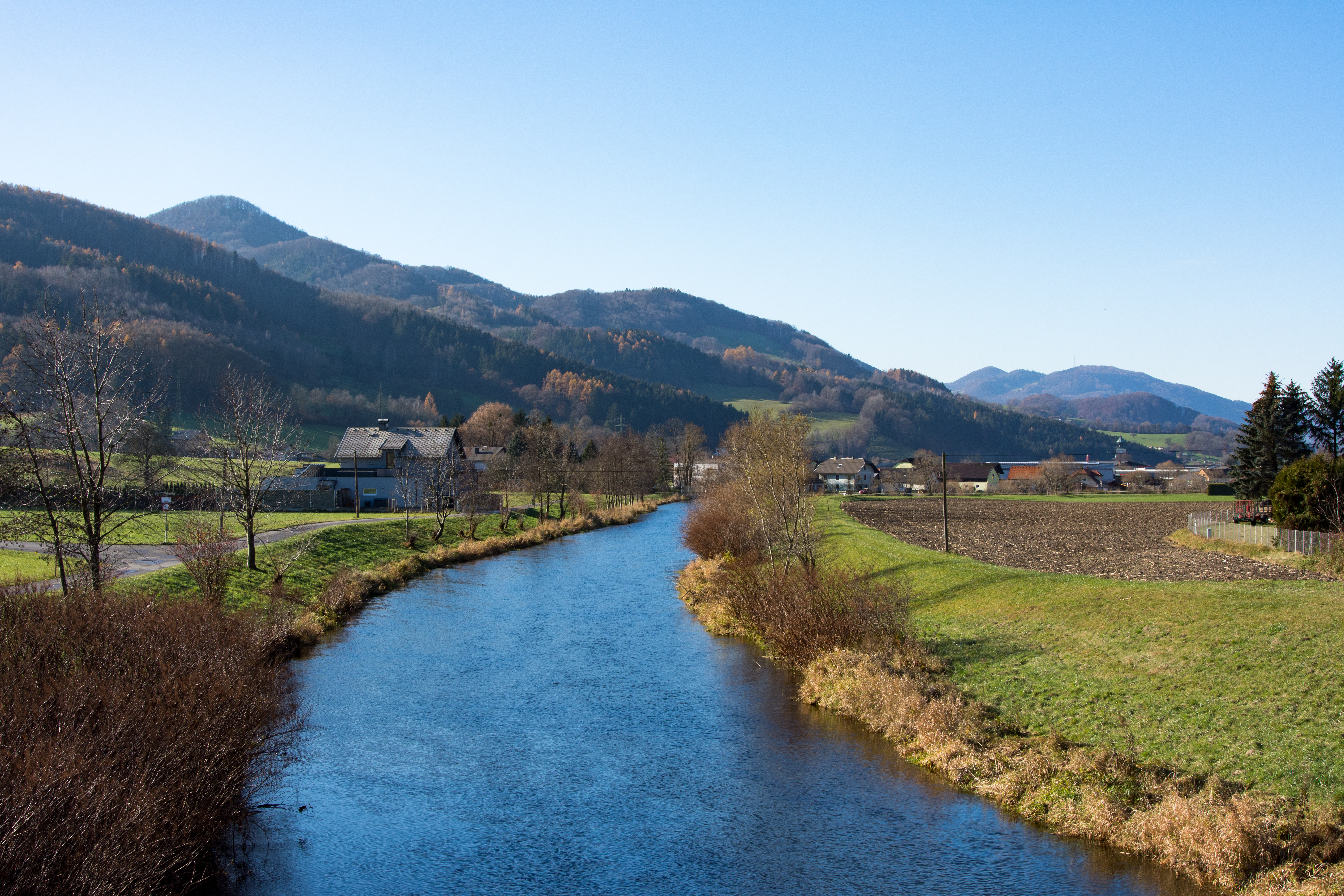
Gölsen zwischen St. Veit und Rainfeld